# 木姐镇区
木姐镇区是缅甸掸邦木姐县下辖的一个镇区，治所位于木姐。